# Верхняя Матрёнка
Ве́рхняя Матрёнка — село Добринского района Липецкой области. Административный центр Верхнематрёнского сельсовета.

## География
Село находится в верховье реки Матрёнки, отсюда — название.
По мнению топонимистов, в том числе В. А. Прохорова, гидроним происходит от тюркского слова матурлык, что переводится как красота.

## История
Прежде на месте Верхней Матрёнки находились лишь хутора. В конце 1730-х — начале 1740-х годов здешняя земля стала активно населяться.
1837— 1923 годы — центр Верхнематрёнской   волости Усманского уезда Тамбовской губернии.

## Население
| 2010 |
| ---- |
| 921  |

## Инфраструктура
В настоящее время на территории села идёт строительство дома интерната для престарелых

## Русская православная церковь
В селе была деревянная Христорождественская церковь.

## Люди, связанные с селом
- В 1898 году в селе родился Герой Социалистического Труда  Перов Иван Петрович
- 17 февраля 1925 года в селе родился Герой Социалистического Труда и депутат Верховного Совета СССР А. Ф. Астанков (1925—1985)[4].
- В селе родился Герой Советского Союза Путилин Василий Сергеевич.
- В селе в 1958 году родился нынешний председатель Липецкого областного совета депутатов П. И. Путилин.

## Объекты культурного наследия
- Курганная группа 1   (2 насыпи).  исторический памятник (региональный)

- Курганная группа 2   (3 насыпи).  исторический памятник (региональный)

- Курганная группа 3   (2 насыпи).  исторический памятник (региональный)[5]